# Anders Jormin
Anders Bertil Mikael Jormin (* 7. September 1957 in Jönköping) ist ein schwedischer Jazz-Bassist, Bandleader und Komponist.

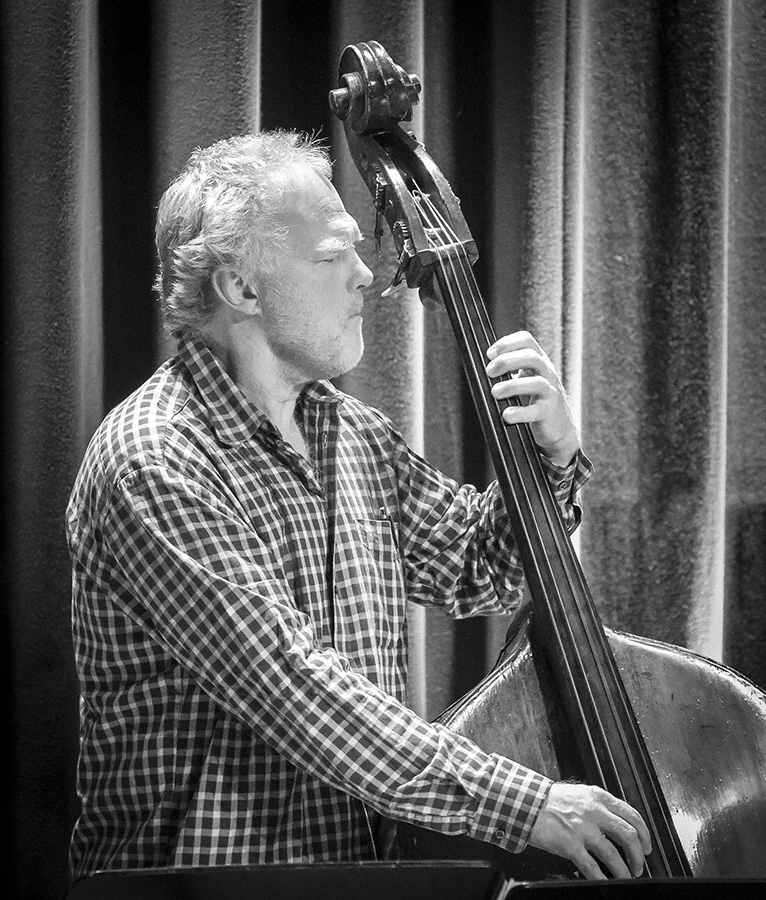
Anders Jormin (2016)

## Biographie
Jormin zählt zu den herausragenden Kontrabassisten und Bandleadern der schwedischen Post-Bop-Szene. Nach seinen Studien verließ er 1979 die Musikhochschule Göteborg mit den Diplomen in Kontrabass und Improvisation/Musikpädagogik. Bereits seit 1974 gehörte er (bis 1982) zu dem von Susanna Lindeborg und Ove Johansson geleiteten Quintett Mwendo Dawa. Bekannt wurde er auch durch seine Mitgliedschaft in der Formation „Rena Rama“ von Bobo Stenson, wo er Palle Danielsson ablöste.
Jormin ist ein viel gefragter Begleiter von Jazzgrößen wie Lee Konitz, Joe Henderson, Don Cherry, Mike Mainieri, Kenny Wheeler, Albert Mangelsdorff, Dino Saluzzi, Norma Winstone und Marilyn Crispell. Daneben leitete Jormin verschiedene Solo-Projekte, mit denen er seit den 1980er Jahren zahlreiche Alben, unter anderem für das ECM-Label aufnahm. So entstand 1999 das Soloalbum Xieyi, auf dem er sich von einem Blechbläserensemble begleiten ließ. Er arbeitete seit den 1990er Jahren regelmäßig mit ECM-Künstlern zusammen; so war er an Aufnahmen von Charles Lloyd (wie auf dessen Album Canto, 1996), von Tomasz Stańko (auf Liosia, 1996) sowie an Produktionen der Formation „Magnetic North“ beteiligt. Außerdem ist er seit mehreren Jahren Mitglied des Bobo-Stenson-Trios und arbeitete mit Sinikka Langeland.
Ab den 1980er Jahren bis zu seiner Pensionierung war Jormin auch als Lehrer für Bass und Improvisation an der Göteborger Musikhochschule tätig. 1995 hatte er eine Gastprofessur an der Sibelius-Akademie in Helsinki. Jormin ist auch Mitglied der Königlich Schwedischen Musikakademie und erhielt 2003, zusammen mit Esa-Pekka Salonen und Georg Sokolow, die Ehrendoktorwürde der Sibelius-Akademie. 2010 wurde er mit dem Jazzpreis der Königlich Schwedischen Musikakademie ausgezeichnet.

## Diskografie (Auswahl)
- 1984 – Nordic Light (Dragon)
- 1988 – Eight Pieces (Dragon)
- 1991 – Alone (Dragaon)
- 1994 – Jord (Dragon)
- 1996 – Once (Dragon)
- 1998 – silvae (Dragon)
- 1999 – Xieyi (ECM)
- 2004 – In Winds, in Light (ECM)
- 2004 – Aviaja (Footprint Records)
- 2011 – Ad Lucem (mit Fredrik Ljungkvist, Mariam Wallentin, Erika Angell, Jon Fält; ECM)
- 2015 – Lena Willemark, Anders Jormin, Karin Nakagawa: Trees of Light (ECM)
- 2017 – Anders & Christian Jormin, Mats Gustafsson: Opus Apus
- 2023 – Anders Jormin, Lena Willemark, Karin Nakagawa, Jon Fält: Pasado en claro (ECM)[4]
- 2024 – Anders Jormin, Arne Jansen, Uwe Steinmetz: The Pilgrimage (Traumton)[5]
- 2025 – Arve Henriksen, Anders Jormin, Markku Ounaskari, Trygve Seim: Arcanum (ECM)